# Puerta de Jesús María
Puerta de Jesús María är en ort i Mexiko.   Den ligger i kommunen Guadalcázar och delstaten San Luis Potosí, i den centrala delen av landet, 400 km norr om huvudstaden Mexico City. Puerta de Jesús María ligger 1 218 meter över havet och antalet invånare är 171.
Terrängen runt Puerta de Jesús María är kuperad åt nordost, men åt sydväst är den platt. Runt Puerta de Jesús María är det mycket glesbefolkat, med 6 invånare per kvadratkilometer. Närmaste större samhälle är La Naranjita, 5,9 km sydväst om Puerta de Jesús María. Omgivningarna runt Puerta de Jesús María är i huvudsak ett öppet busklandskap.